# Semide (Ardennes)
Pour les articles homonymes, voir Semide.
Semide est une commune française, située dans le département des Ardennes en région Grand Est.

## Géographie
Le bourg de Semide est un petit village fleuri (4 fleurs) du sud des Ardennes situé à une quarantaine de kilomètres à l’est de Reims, au nord de Châlons-en-Champagne et au sud de Charleville-Mézières. C’est un village à vocation agricole (principalement céréalière et betteravière) qui s’étend sur une surface très étendue de 3704 hectares. Ses habitants sont appelés les Semidiens. Sa population est d’environ 210 habitants.
Semide est la source du ruisseau Aidain, un affluent de l'Indre, lui-même un affluent de l'Aisne.
| Machault                          | Leffincourt    | Contreuve         |
| Machault et Saint-Étienne-à-Arnes | Semide         | Mont-Saint-Martin |
| Saint-Étienne-à-Arnes             | Sommepy-Tahure | Aure              |

Hameaux et écarts
- Orfeuil
- Baimont
- la ferme de Scay

### Hydrographie
La commune est dans la région hydrographique « la Seine du confluent de l'Oise (inclus) à l'embouchure » au sein du bassin Seine-Normandie. Elle est drainée par le ruisseau de l'Indre,.
Le ruisseau de l'Indre, d'une longueur de 13 km, prend sa source dans la commune, à 125 m d'altitude, et se jette  dans l'Aisne à Falaise, à 98 m d'altitude, après avoir traversé six communes. 

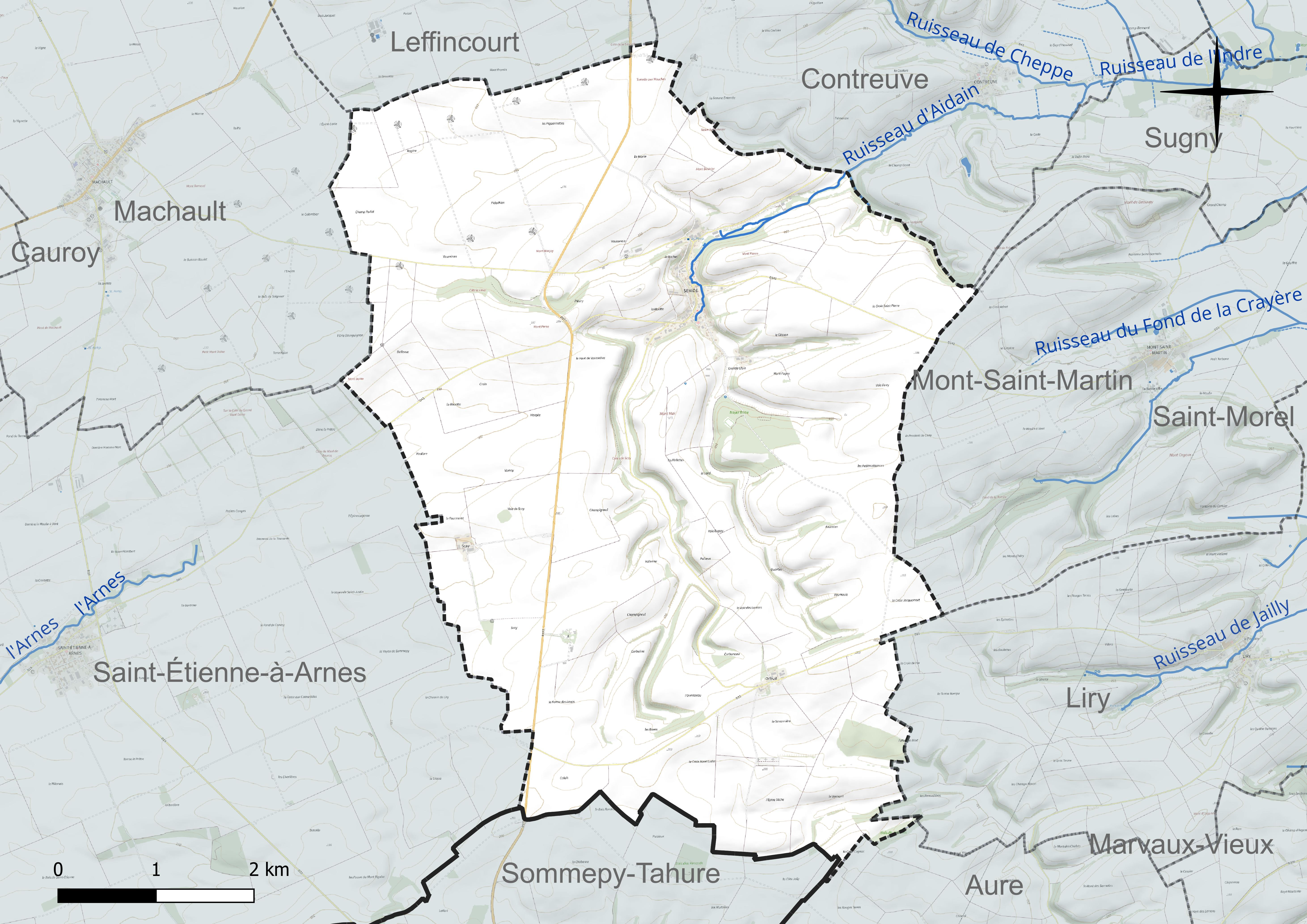
Réseau hydrographique de Semide.

### Climat
Pour des articles plus généraux, voir Climat du Grand Est et Climat des Ardennes.
En 2010, le climat de la commune est de type climat des marges montargnardes, selon une étude du Centre national de la recherche scientifique s'appuyant sur une série de données couvrant la période 1971-2000. En 2020, Météo-France publie une typologie des climats de la France métropolitaine dans laquelle la commune est exposée à un climat océanique altéré et est dans la région climatique  Nord-est du bassin Parisien, caractérisée par un ensoleillement médiocre, une pluviométrie moyenne régulièrement répartie au cours de l’année et un hiver froid (3 °C). 
Pour la période 1971-2000, la température annuelle moyenne est de 10,2 °C, avec une amplitude thermique annuelle de 15,9 °C. Le cumul annuel moyen de précipitations est de 855 mm, avec 12,9 jours de précipitations en janvier et 9 jours en juillet. Pour la période 1991-2020, la température moyenne annuelle observée sur la station météorologique de Météo-France la plus proche, « Cauroy », sur la commune de Cauroy à 8 km à vol d'oiseau, est de 10,8 °C et le cumul annuel moyen de précipitations est de 749,6 mm. 
La température maximale relevée sur cette station est de 42 °C, atteinte le 25 juillet 2019 ; la température minimale est de −16 °C, atteinte le 12 février 2012,,. 
Les paramètres climatiques de la commune ont été estimés pour le milieu du siècle (2041-2070) selon différents scénarios d'émission de gaz à effet de serre à partir des nouvelles projections climatiques de référence DRIAS-2020. Ils sont consultables sur un site dédié publié par Météo-France en novembre 2022.

## Urbanisme

### Typologie
Au 1er janvier 2024, Semide est catégorisée commune rurale à habitat dispersé, selon la nouvelle grille communale de densité à 7 niveaux définie par l'Insee en 2022.
Elle est située hors unité urbaine. Par ailleurs la commune fait partie de l'aire d'attraction de Vouziers, dont elle est une commune de la couronne,. Cette aire, qui regroupe 45 communes, est catégorisée dans les aires de moins de 50 000 habitants,.

### Occupation des sols
L'occupation des sols de la commune, telle qu'elle ressort de la base de données européenne d’occupation biophysique des sols Corine Land Cover (CLC), est marquée par l'importance des territoires agricoles (96,3 % en 2018), une proportion sensiblement équivalente à celle de 1990 (95,9 %). La répartition détaillée en 2018 est la suivante :
terres arables (88,6 %), zones agricoles hétérogènes (6,6 %), forêts (2,7 %), zones urbanisées (1 %), prairies (1 %). L'évolution de l’occupation des sols de la commune et de ses infrastructures peut être observée sur les différentes représentations cartographiques du territoire : la carte de Cassini (XVIIIe siècle), la carte d'état-major (1820-1866) et les cartes ou photos aériennes de l'IGN pour la période actuelle (1950 à aujourd'hui).

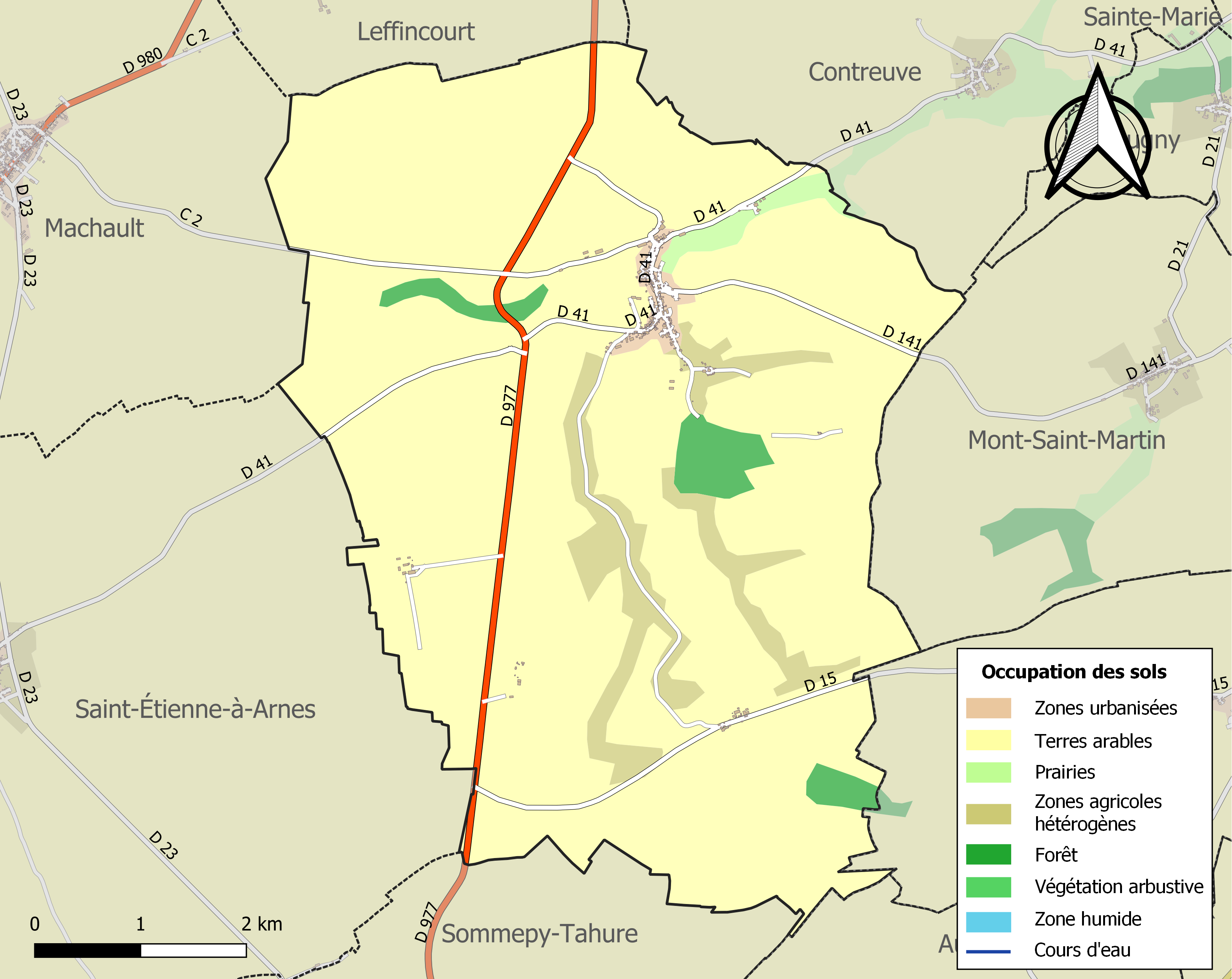
Carte des infrastructures et de l'occupation des sols de la commune en 2018 (CLC).

## Toponymie
Le nom de la localité est attesté sous la forme Soumide en 1322.
Issu du latin summus, désignant une « source » et le nom d'une rivière, pour Semide,  le village est situé à la source d’un ruisseau nommé Aidin.

## Histoire

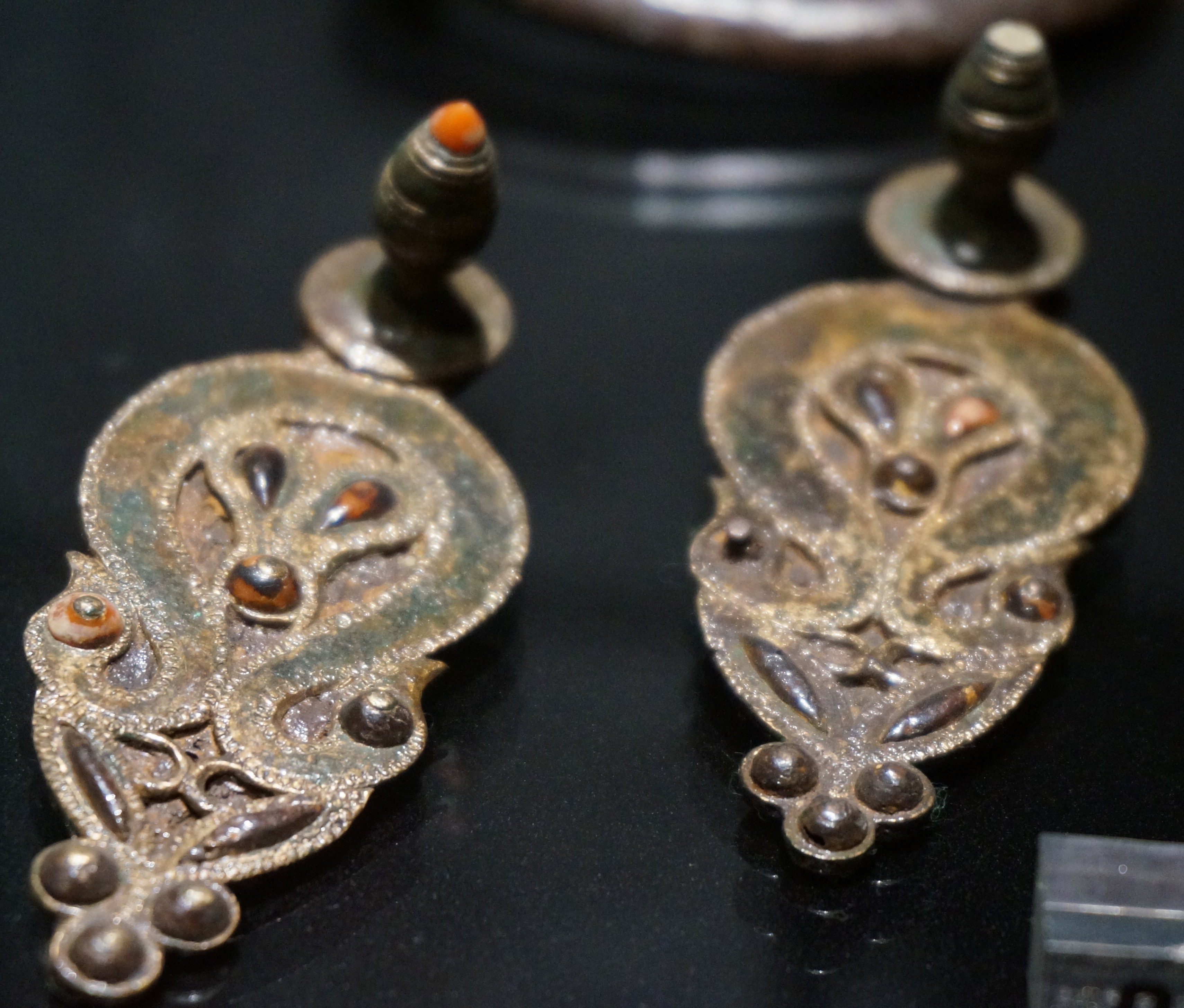
Appliques d'une tombe à char fouillée à Sémide du, musée de l'Ardenne.

Une tombe à char celte d'enfant a été  découverte en 1992 sur le territoire de la commune. Le défunt n'a guère qu'une dizaine d'années. Elle a été pillée dès l'Antiquité et le char a disparu. Mais les harnachements d'attelage très ouvragés et ornés de coraux ont été oubliés par les pilleurs, ainsi que de la vaisselle contenant probablement des offrandes alimentaires. Les pièces de harnachement comprenaient, entre autres, des mors articulés de fer, deux anneaux passe-guide en bronze, des plaquettes décoratives, et une phalère ouvragée en bronze ajourée. La chambre funéraire mesurait 4,84 m sur 3,08 m et était recouverte d'un tumulus circulaire. La tombe peut être datée du IVe siècle av. J.-C., entre -400 et -320. 
À quelque 25 km de cette tombe se trouve le site archéologique d'Acy-Romance; réinvesti par les populations locales vers 475 av. J.-C. La proche tombe à char de Bourcq, elle aussi pillée, a également livré des pièces de harnachement, notamment une phalère ornée de svastikas. 
Le village n’a pas toujours été ce qu’il est aujourd’hui. La terre crayeuse offrait autrefois de bien maigres récoltes. Ce sol pauvre, où furent plantés de nombreux résineux sous le Second Empire, donnait en pâture aux troupeaux de moutons une herbe rare et «pouille». C’est de là que vient le qualificatif « pouilleux », bien mal compris puisque la pouille est l’autre nom du serpolet (espèce de thym sauvage).
Dans les années 1960, le village connut une évolution qui modifia son économie, le mode de vie, les paysages. La mécanisation et la motorisation, le défrichage, l’utilisation des engrais, le remembrement, marquèrent les débuts de l’agriculture intensive à dominante céréalière et betteravière.
Seules, les rives de l’Aidain préservèrent jalousement leurs abords ombreux, verdoyants et humides, c'est d'ailleurs sa source qui est à l'origine du nom de Semide, sem (source) ide (patois de Aidain : Idain)[réf. nécessaire].
La commune fut l'enjeu de terribles combats durant la Première Guerre mondiale.

## Politique et administration
| Période                                  | Période                      | Identité                                    | Étiquette | Qualité         |
| ---------------------------------------- | ---------------------------- | ------------------------------------------- | --------- | --------------- |
| avant 1875                               | après 1876                   | Aublin                                      |           |                 |
| Les données manquantes sont à compléter. |                              |                                             |           |                 |
| ?                                        | 1971                         | Gabriel Lefèvre                             |           |                 |
| 1971                                     | 1983                         | Léon Lampson                                |           |                 |
| 1983                                     | 1995                         | Robert Giot                                 |           |                 |
| 1995                                     | mars 2014                    | Jean-Marc Lampson                           |           |                 |
| 2014                                     | En cours (au 3 juillet 2020) | Hubert Oudin Réélu pour le mandat 2020-2026 |           | Cadre supérieur |

## Le Concours des Villes et Villages Fleuris de France
Fleurir un village est une œuvre collective qui unit les efforts des habitants et de la municipalité, et les rassemble pour une cause commune : le cadre de vie. A Semide, les habitants participent, en fleurissant avec goût maisons et abords de celles-ci, en tondant régulièrement les pelouses. L’association « Fleurir Semide », entretient et fleurit les espaces communaux, avec l’aide financière de la municipalité. Lors de l’aménagement des bordures de routes dans le village il y a une trentaine d’années, le conseil municipal de l’époque avait refusé les trottoirs en macadam pour leur préférer des trottoirs en pelouse. Il avait également privilégié la plantation d’arbres le long des rues, ce qui renforce le côté verdoyant du village.
Palmarès de Semide au concours national des Villes et Villages fleuris :
- 1982 : 5e prix national
- 1983 : 3e prix national
- 1985 : 2e prix national
- 1986 : obtention de la 1re fleur
- 1991 : obtention de la 2e fleur
- 1994 : obtention de la 3e fleur
- 2002 : obtention de la 4e fleur

Autres prix :
- 1998 : Prix du ministère de l’Agriculture de la Pêche et de l’ONIFLHOR.[réf. nécessaire]

## Démographie
L'évolution du nombre d'habitants est connue à travers les recensements de la population effectués dans la commune depuis 1793. Pour les communes de moins de 10 000 habitants, une enquête de recensement portant sur toute la population est réalisée tous les cinq ans, les populations de référence des années intermédiaires étant quant à elles estimées par interpolation ou extrapolation. Pour la commune, le premier recensement exhaustif entrant dans le cadre du nouveau dispositif a été réalisé en 2004.

En 2022, la commune comptait 173 habitants, en évolution de −11,73 % par rapport à 2016 (Ardennes : −2,97 %, France hors Mayotte : +2,11 %).
| 1793 | 1800 | 1806 | 1821 | 1831 | 1836 | 1841 | 1846 | 1851 |
| ---- | ---- | ---- | ---- | ---- | ---- | ---- | ---- | ---- |
| 570  | 546  | 552  | 492  | 523  | 527  | 515  | 530  | 567  |

| 1866 | 1872 | 1876 | 1881 | 1886 | 1891 | 1896 | 1901 | 1906 |
| ---- | ---- | ---- | ---- | ---- | ---- | ---- | ---- | ---- |
| 559  | 492  | 449  | 416  | 408  | 404  | 343  | 330  | 346  |

| 1911 | 1921 | 1926 | 1931 | 1936 | 1946 | 1954 | 1962 | 1968 |
| ---- | ---- | ---- | ---- | ---- | ---- | ---- | ---- | ---- |
| 313  | 273  | 306  | 294  | 300  | 286  | 326  | 314  | 293  |

| 1975 | 1982 | 1990 | 1999 | 2004 | 2006 | 2009 | 2014 | 2019 |
| ---- | ---- | ---- | ---- | ---- | ---- | ---- | ---- | ---- |
| 251  | 264  | 258  | 245  | 216  | 214  | 213  | 195  | 178  |

| 2022 | - | - | - | - | - | - | - | - |
| ---- | - | - | - | - | - | - | - | - |
| 173  | - | - | - | - | - | - | - | - |

## Lieux et monuments

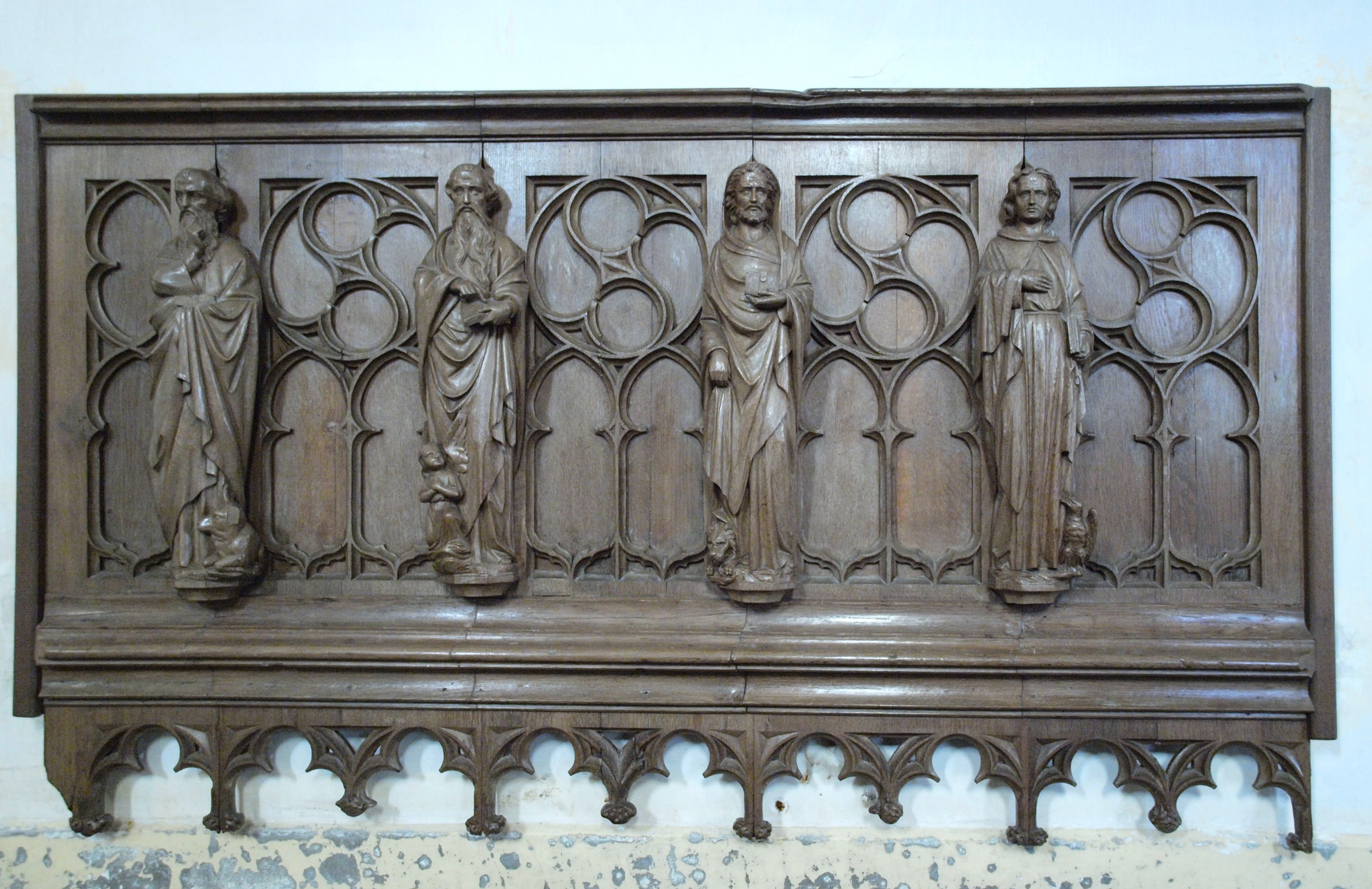
Retable en bois, du XVIe siècle.

- Église Saint-Pierre-Saint-Paul du XIIe siècle. Retable en bois du 16e représentant les quatre évangélistes.
- La Bertha : on peut observer sur le territoire de Semide les vestiges d’un site ayant accueilli un canon 38 cm (de type SKL/45). Ces fameux canons baptisés « Max » furent mis au point par l’artillerie allemande pendant la Première Guerre mondiale. En 1916, les Allemands construisirent une voie ferrée qui traversait le village : elle était destinée à alimenter le site de tir de "La Bertha". Début 1917, l'armée allemande recouvrit la vallée d'un épais brouillard artificiel et le canon tira 17 obus au rythme d'un toutes les 7 minutes. Ce fut tout. Quelques jours plus tard, la pièce d'artillerie repartait par la voie ferrée. Il semble en effet que l'objectif des tirs était Châlons-sur-Marne, mais que les obus soient tombés entre la Chaussée Romaine (N 394) et Châlons.

- Nécropole nationale de la guerre 1914/1918 à Orfeuil.

## Personnalités
- Alain de Goué, historien et généalogiste, sergent au 356e régiment d'infanterie, durant la Première Guerre mondiale. Il fut tué le 8 octobre 1918 dans le bois du Coq à Orfeuil[26].

## Héraldique
| Blason de Semide | Blason  | D’azur à l’écusson d’or chargé d'une bande de gueules, surmonté de deux merlettes affrontées d’argent et soutenu de deux épées hautes d’argent, garnies d’or et passées en sautoir. |
| Blason de Semide | Détails | Le statut officiel du blason reste à déterminer. |